# Bitwa pod farmą Cryslera
Bitwa pod farmą Cryslera – bitwa wojny brytyjsko-amerykańskiej 1812 roku, która rozegrała się w drugim roku wojny w okolicach Montrealu (dzisiaj w prowincji Quebec) 11 listopada 1813 roku.
Planem amerykańskiego generała Jamesa Willkinsona było uderzenie ze swym ośmiotysięcznym oddziałem na Montreal. Wilkinson liczył także na połączenie się z czterotysięcznym oddziałem generała Hamptona, który w międzyczasie został rozproszony w bitwie pod Chateaguay. Wilkinson spotkał brytyjski oddział składający się 800 żołnierzy, wspomagany niewielką liczbą kanadyjskiej milicji i nielicznym oddziałem indiańskim. Willkinson przyjął bitwę w okolicach farmy Cryslera oddalonej około 150 km od Montrealu. W pierwszej fazie bitwy Wilkinson wysłał wydzielony pieszy oddział, by zaatakował lewe skrzydło Brytyjczyków. W czasie marszu pododdział amerykański został niespodziewanie zaatakowany przez milicję i Indian. Amerykanie zaangażowali się w potyczkę, łatwo rozpraszając napastników. Dało to jednak czas Brytyjczykom na przegrupowanie szeregu i oddanie kilku salw z broni palnej w stronę atakujących, co ich skutecznie powstrzymało. Nie powiódł się także drugi pieszy atak amerykański, ani szarża kawaleryjska na skutecznie broniony brytyjski szaniec. Wilkinson straciwszy około 300 żołnierzy postanowił przerwać bitwę i wycofać się. W czasie ewakuacji oddziału na statki nastąpił kontratak brytyjski, w wyniku którego zginęło kolejnych 50 Amerykanów, a sam dowódca został ranny. Po klęsce w tej bitwie Amerykanie nie podjęli już dalszych prób ataków na Quebec i wycofali się w kierunku Plattsburgha.